# Mieczysław Sikora
Mieczysław Sikora (ur. 6 lutego 1982 w Wiśle) – polski piłkarz, występujący na pozycji pomocnika lub napastnika. Jest młodszym bratem Adriana Sikory, byłego reprezentanta Polski.
W polskiej Ekstraklasie rozegrał 27 spotkań. Zadebiutował w niej w sezonie 2003/2004 w barwach Odry Wodzisław Śląski.